# Universiteit van Los Andes
De Universiteit van Los Andes (Uniandes, Spaans: Universidad de los Andes) is een private onderzoeksuniversiteit, gevestigd in Bogota, Colombia. De universiteit werd opgericht in 1948 door een groep intellectuelen onder leiding van Mario Laserna Pinzón als eerste niet-sektarische universiteit van Colombia.
In de QS World University Rankings van 2020 staat de Universiteit van Los Andes wereldwijd op een 234ste plaats, waarmee het de hoogst genoteerde Colombiaanse universiteit op de ranglijst is.
- Bibsys: 90592656
- Biblioteca Nacional de España: XX97338
- Bibliothèque nationale de France: cb118678929 (data)
- Catàleg d'autoritats de noms i títols de Catalunya: 981058511920106706
- CiNii: DA09244569
- Gemeinsame Normdatei: 39186-4
- International Standard Name Identifier: 0000 0004 1937 0714
- Library of Congress Control Number: n80069056
- Nationale Bibliotheek van Tsjechië: ko2003181581
- Nationale Bibliotheek van Israël: 987007456308505171
- Réseau des bibliothèques de Suisse occidentale: 02-A000187522
- Union List of Artist Names: 500305034
- Virtual International Authority File: 122661912